# Teracotona seminigra
Teracotona seminigra är en fjärilsart som beskrevs av George Francis Hampson 1905. Teracotona seminigra ingår i släktet Teracotona och familjen björnspinnare. Inga underarter finns listade i Catalogue of Life.